# Municipio de Red Lake (Dakota del Norte)
El municipio de Red Lake (en inglés: Red Lake Township) es un municipio ubicado en el condado de Logan en el estado estadounidense de Dakota del Norte. En el año 2010 tenía una población de 44 habitantes y una densidad poblacional de 0,48 personas por km².

## Geografía
El municipio de Red Lake se encuentra ubicado en las coordenadas 46°25′19″N 99°36′46″O / 46.42194, -99.61278. Según la Oficina del Censo de los Estados Unidos, el municipio tiene una superficie total de 92.45 km², de la cual 86,96 km² corresponden a tierra firme y (5,94 %) 5,5 km² es agua.

## Demografía
Según el censo de 2010, había 44 personas residiendo en el municipio de Red Lake. La densidad de población era de 0,48 hab./km². De los 44 habitantes, el municipio de Red Lake estaba compuesto por el 100 % blancos. Del total de la población el 0 % eran hispanos o latinos de cualquier raza.